# ریزابه

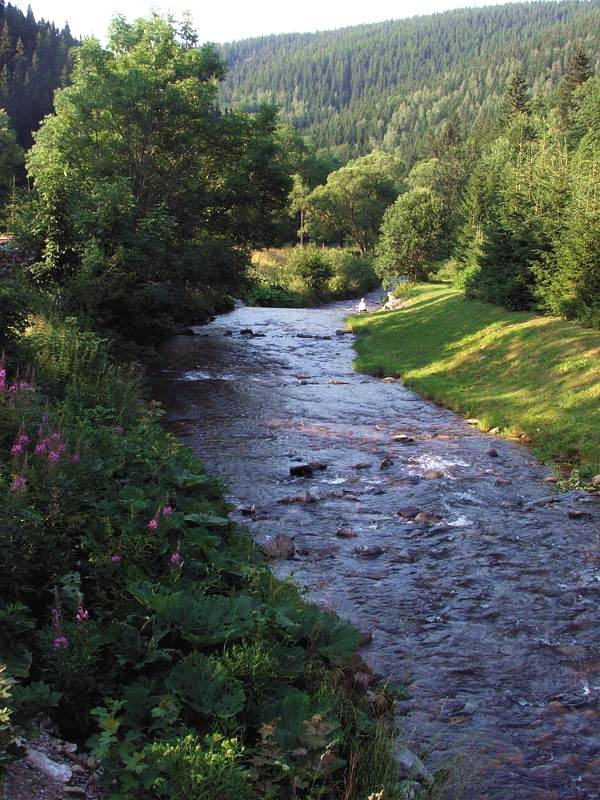
یک ریزابه در طبیعت لهستان

به رودهایی که بدون این‌که مستقیماً به دریاچه، دریا یا اقیانوس بریزند به رودی بزرگ‌تر بپیوندند ریزابه یا سرشاخهٔ رودخانه گفته می‌شود. از سوی دیگر، به شاخه‌ای فرعی که از رود اصلی جدا شود و به آن بازنگردد، شاخابه گفته می‌شود.
شاخه اصلی و شاخه‌های فرعی یک رودخانه همراه هم مساحتی را پوشش می‌دهند که حوضه آبریز یک رود را دربر می‌گیرد.
شاخه‌های هر رود با فرسایش قهقرایی، همیشه در توسعه حوضه آبریز خود هستند. بدین ترتیب بین دو حوضه مجاور برای تصاحب فضای بیشتر یک مبارزه دائمی وجود دارد.
آب‌های حاصل از بارش، ابتدا به صورت قشر نازکی از آب یا تعداد زیادی از جویبارهای بسیار کوچک و درهم جریان می‌یابند و سپس در مجاری معینی متمرکز می‌شوند. این مجاری شاخه‌های اولیه رود هستند. این شاخه‌ها مرتباً به هم می‌پیوندند و رودخانه اصلی را به وجود می‌آورند.
به نقطه آغاز یک رود، سرچشمه رود و به نقطه آغاز شاخه‌های رودخانه، سرشاخه می‌گویند.